# Stuttgarter Zeitung
Le Stuttgarter Zeitung est un quotidien allemand, édité à Stuttgart.

## Histoire
Le Stuttgarter Zeitung est fondé en septembre 1945. Il compte parmi ses journalistes Edgar Stern-Rubarth, ex-rédacteur en chef de la maison d'édition Berlin Ullstein de l'agence de presse Wolffs Telegraphisches Bureau, qui devient son correspondant à Londres.